# Amphiporus mathai
Amphiporus mathai är en djurart som tillhör fylumet slemmaskar, och som beskrevs av Louis Joubin 1905. Amphiporus mathai ingår i släktet Amphiporus och familjen Amphiporidae. Inga underarter finns listade i Catalogue of Life.